# Dévavári Zoltán
Dévavári Zoltán, írói nevén Dér Zoltán, (Szabadka, 1928. október 22. – 2007. március 31.) vajdasági magyar író, irodalomtörténész, újságíró. Csáth Géza és Kosztolányi Dezső életének és műveinek kutatója, írói hagyatékaik gondozója.

## Életpályája
A gimnáziumot Szabadkán végezte. Belgrádban joghallgató volt, majd Újvidéken a Tanárképző Főiskola magyar szakán tanult.
Volt életének egy időszaka, amelyről sohasem beszélt: a jugoszláv kommunista hatóságok internálták és a Goli otok koncentrációs tábor rabságában élt 1949-1951 között. A fogság után könyvelő lett, majd a szabadkai Városi Múzeum történeti osztályát vezette.

## Munkája
1959-től nyugdíjba vonulásáig a szabadkai 7 Nap hetilap szerkesztőségében dolgozott. Az ugyancsak  szabadkai székhelyű Üzenet irodalmi és kultúráis folyóirat fő- és felelős szerkesztője volt 1993-1997 között. Az Életjel-könyvek című sorozat elindítója, melyek közül haláláig 121 kötet jelent meg.
Első verseskönyve Az öröm felé címmel 1954-ben jelent meg Szabadkán.
Verseskötetei mellett dokumentumregénye, ifjúsági regénye, szín- és hangjátékai, művelődési jegyzetei, fordítások és számos tanulmánykötete jelent meg. Kutatásainak középpontjában Csáth Géza állt, akinek több, korábban ismeretlen írását közölte (elsősorban leveleket). Részben Dévavári Zoltán által került a szabadkai orvos-író, Kosztolányi unokatestvére újra az irodalmi köztudatba.

## Művei
- Az öröm felé. Versek; szerzői, Szabadka, 1954
- Emlékek aknamezőjén (vers, 1962)
- Az árny zarándoka. Csáth Géza emléke (1969)
- Fecskelány (dokumentumregény, 1970, 1985)
- Az első műhely. Kosztolányi Dezső önképzőköri évei (tanulmány, 1970)
- Fecskelány. Dokumentumregény; Forum, Újvidék, 1970
- A tudós tanár. Toncs Gusztáv élete és munkássága (monográfia, 1972)
- Örvénysodró (ifjúsági regény, 1975)
- Három tudós tanár. Iványi István, Loósz István, Toncs Gusztáv (portrék, 1975)
- Csáth Géza-bibliográfia (1977)
- Szembesülések (kritikák, esszék, 1979)
- Ikercsillagok. Kosztolányi Dezső és Csáth Géza. Tanulmányok, kritikák, dokumentumok (1980)
- Szülőföld és költője. Írások Kosztolányiról (esszék, kritikák, 1985)
- Fecskelány. Kosztolányi Dezső levelei és Lányi Hedvig naplója nyomán. Dokumentumregény; 2. bőv. kiad.; Forum, Újvidék, 1985
- Örvénysodró (gyermekvers, 1987)
- Perben a pusztulással (kritikák, tanulmányok, 1989)
- Tutajon (szín- és hangjátékok, 1990)
- Dévavári Zoltán: Régi házak, régi történetek. Művelődéstörténeti jegyzetek; Szabadegyetem, Subotica, 2000 (Életjel könyvek)
- Dér Zoltán: Romlás és boldogság. Adalékok, dokumentumok, tanulmányok; Szabadegyetem, Szabadka, 2002 (Életjel könyvek)
- Dér Zoltán: Játék és szenvedély. Tanulmányok, adalékok, interjúk; Szabadegyetem, Subotica, 2003 (Életjel könyvek)

## Szerkesztői munkái
- Kosztolányi Dezső: Mostoha és egyéb kiadatlan művek (1965)
- Schwalb Miklós: A szén (1971)
- Kosztolányi Dezső: Negyvennégy levél. Költő családon belül (1972)
- Csáth Géza: Írások az élet jó és rossz oldalairól (1975)
- Csáth Géza: Ismeretlen házban I-II. (1977)
- Dettre János: Új partok felé (1979)
- Csáth Géza-Havas Emil-Munk Artúr: A repülő Vucsidol (1980)
- Lányi Sarolta: Próbatétel (1982)
- Somlyó Zoltán: Szabadkai karnevál (1982)
- Levelek Kosztolányihoz 1907–1936 (1985)
- Emlékkönyv Csáth Géza születésének századik évfordulójára (1987)
- A Kosztolányi család levelezéséből (1988)
- Lévay Endre: Régi utcák porában (1989)
- Brassai Zoltán: Az ösztönélet Csáth Géza novelláiban; sajtó alá rend. Dér Zoltán; Szabadegyetem, Subotica, 1994 (Életjel miniatűrök)
- Csáth Géza: Fej a pohárban. Napló és levelek, 1914–1916; sajtó alá rend. Dér Zoltán, Szajbély Mihály; Magvető, Bp., 1997
- Csáth Géza–Havas Emil–Munk Artúr: A repülő Vucsidol; sajtó alá rend., utószó Dér Zoltán; LAZI, Szeged, 2001
- Csáth Géza: Az álmodás lélektana. Ismeretlen elmeorvosi tanulmányok; szerk., tan. Dér Zoltán, utószó Sági Zoltán; LAZI, Szeged, 2001
- Fehér Ferenc: Krumpli Karcsi és társai. Zsengék; szerk., kieg., tan., jegyz. Dér Zoltán; Szabadegyetem, Szabadka, 2001 (Életjel könyvek)
- Jász Dezső: Hasznok és keserűségek. Egy szabadkai gimnazista század eleji naplója, 1908–1910; szöveggond., utószó Dér Zoltán; Szabadegyetem, Szabadka, 2001 (Életjel könyvek)
- Csáth Géza: Napló, 1912–1913; 1913-as új naplórészletek közread., tan. Dér Zoltán; Lazi, Szeged, 2002
- Csáth Géza: Emlékirataim a nagy évről. Háborús visszaemlékezések és levelek; közread., előszó Dér Zoltán, utószó Dévavári D. Zoltán; Lazi, Szeged, 2005
- ifj. Brenner József (Csáth Géza): Napló. 1897–1899; sajtó alá rend., utószó Dér Zoltán; Szabadegyetem, Szabadka, 2005 (Életjel könyvek)
- ifj. Brenner József (Csáth Géza): Napló. 1900–1902; közread., utószó Dér Zoltán; Szabadegyetem, Szabadka, 2006 (Életjel könyvek)
- ifj. Brenner József (Csáth Géza): Napló. 1903–1904; közread. Dér Zoltán; Szabadegyetem, Szabadka, 2007 (Életjel könyvek)

## Díjai
- Az Újvidéki Rádió Hangjáték-pályázatának I. díja (1971)
- Üzenet-díj (1979)
- A Szabadkai Művelődési Érdekközösség Különdíja (1987)
- Szenteleky Kornél-díj (1988)
- Szocialista Kultúráért Díj (1988)
- A Magyar Irodalomtörténeti Társaság Csongrád Megyei Tagozatának Irodalmi Díja (1990)
- Bodrogvári-díj (1991)